# Idris lucidus
Idris lucidus är en stekelart som beskrevs av Kononova 1995. Idris lucidus ingår i släktet Idris och familjen Scelionidae. Inga underarter finns listade i Catalogue of Life.